# Olesicampe cushmani
Olesicampe cushmani är en stekelart som först beskrevs av Henry Lorenz Viereck 1926.  Olesicampe cushmani ingår i släktet Olesicampe och familjen brokparasitsteklar. Inga underarter finns listade i Catalogue of Life.